# کالورت بیچ (مریلند)
کالورت بیچ (به انگلیسی: Calvert Beach) یک منطقهٔ مسکونی در ایالات متحده آمریکا است که در شهرستان کلورت، مریلند واقع شده‌است. کالورت بیچ ۸۰۸ نفر جمعیت دارد و ۱۴٫۰۲ متر بالاتر از سطح دریا واقع شده‌است.